# 둥포구

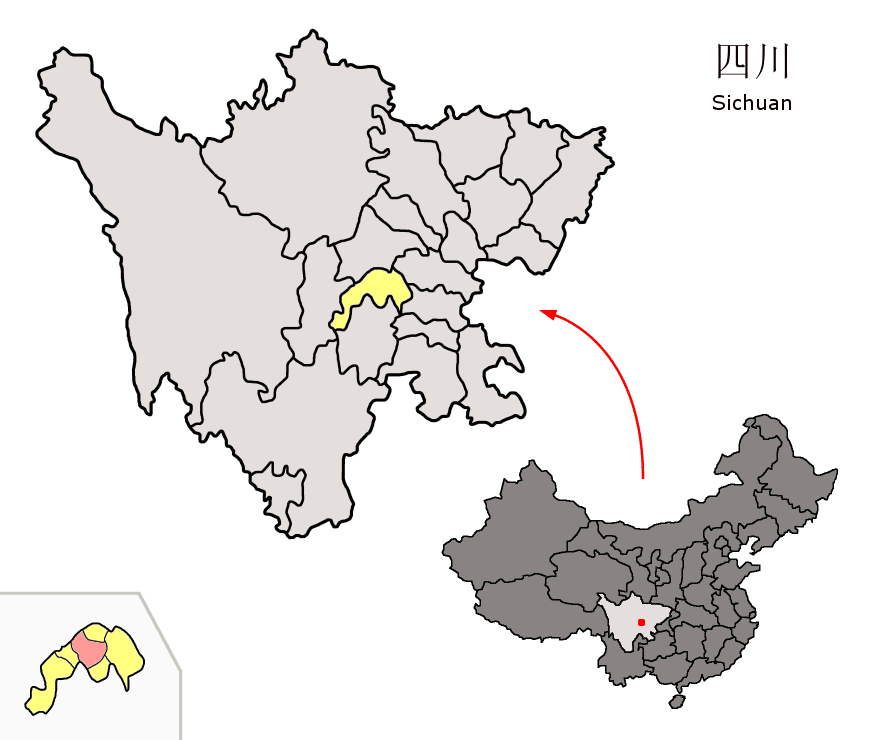
둥포 구의 위치

둥포구(한국어: 동파구, 중국어: 东坡区, 병음: Dōngpō Qū)는 중화인민공화국 쓰촨성 메이산 시의 현급 행정구역이다. 넓이는 1331km2이고, 인구는 2007년 기준으로 840,000명이다.

## 기후
연평균 기온은 17.2°C이고 연평균 강수량은 1042.1mm이다.

## 행정 구역
3개 가도, 15개 진, 8개 향을 관할한다.
- 가도: 通惠街道, 大石桥街道, 苏祠街道.
- 진: 白马镇, 象耳镇, 太和镇, 悦兴镇, 尚义镇, 多悦镇, 秦家镇, 万胜镇, 崇仁镇, 思濛镇, 修文镇, 松江镇, 崇礼镇, 富牛镇, 永寿镇.
- 향: 三苏乡, 广济乡, 盘鳌乡, 土地乡, 复盛乡, 复兴乡, 金花乡, 柳圣乡.